# Шпросы
Шпросы — элементы фасада здания, с помощью которых собирается переплёт в оконной конструкции для укрепления или декорирования окон в доме. С их помощью можно создать любой дизайн окна, так как шпросы бывают разнообразных размеров, изготавливаются они из различных материалов и окрашиваются в любой цвет, если необходимо. Такой же способ применяется при строительстве зданий в классическом стиле или «под старину», а также при реставрации исторических сооружений. По своему функциональному назначению шпросы бывают конструктивными и декоративными.

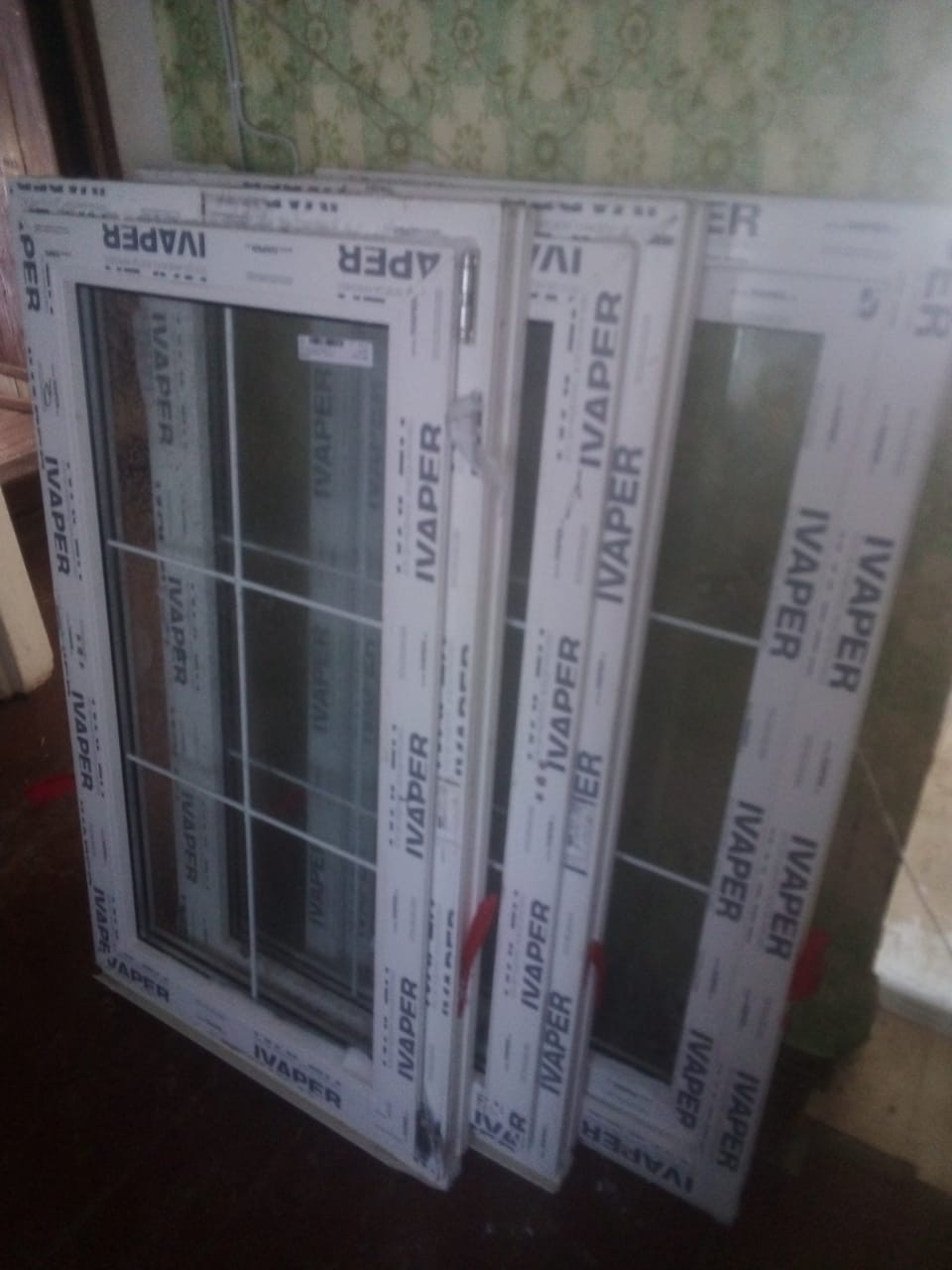
Стеклопакеты с декоративными межстекольными шпросами

## Виды шпросов
- Изогнутые
- Прямые
- Дугообразные
- Фрезерованные
- Межстекольные — вставляют непосредственно внутрь стеклопакета.
- Накладные — устанавливаются снаружи стеклопакета и подходят исключительно для деревянных окон.
- Клеящиеся — клеят как снаружи, так и внутри помещения.

## Декоративный переплет
Декоративные шпросы уже не являются составляющей оконных рам, имеют уже не такие широкие сечения и используются в качестве украшения окна. Защитную функцию они практически не несут. Декоративный переплет клеится на стеклопакет снаружи или внутри помещения, а бывает, что с той и с другой стороны, либо устанавливается внутри стеклопакета, между стеклами. При выборе последнего варианта, необходимо учитывать то, что расстояние между двумя листами стекла должно быть не менее 12 мм. Таким образом создается рисунок на стекле, придавая окну оригинальный орнамент, так как соединяться планки между собой могут под любым углом. Межстекольные шпросы чаще всего изготавливаются из алюминиевых сплавов или синтетических соединений. Они окрашиваются в любой оттенок, а могут сочетать в одном элементе два цвета, подражая стилю окна, когда на улице оно, например, коричневого цвета, а в помещении белого. Ширина планок может быть различной. Чаще всего встречается переплет шириной 8 мм, 16 и 24 мм. Устанавливается он только при производстве стеклопакета, поэтому конечный заказчик должен определиться с дизайном внутреннего рисунка окна, цветом шпрос, но передать свои идеи производителю — а тот уже воплотит фантазии в жизнь.
Накладные переплеты называются венецианскими, они наклеиваются на стекло с одной из сторон окна или на обеих сторонах. Клеить такие фальш-переплеты можно как на двухсторонний скотч, так и на герметики или жидкие гвозди. Изготавливаются венецианские шпросы из пластика, дерева и алюминия.
Есть такие шпросы, которые сочетают в себе внутреннюю декоративную раскладку и накладные венецианские планки. На стекло клеится фальш-переплет, и параллельно, в местах, где он приклеен, в межстекольном пространстве устанавливается особая рамка. Эта система визуально напоминает конструктивные шпросы, но окно на выходе получается дешевле.